# عاطف أسلم
محمد عاطف أسلم (أردو : محمد عاطف اسلم) (ولد في 12 مارس 1983) هو مغني بلاي باك وممثل باكستاني. وكان فيلمه لأول مرة 2011 الدراما الاجتماعية بول. يغني في الغالب باللغة الأردية والبنجابية، لكنه غنى أيضًا باللغة البنغالية. حصل على العديد من جوائز لوكس ستايل، كما حصل على جائزة التميز في عام 2008، وهو رابع أعلى وسام يمنح للمدنيين في باكستان.

## روابط خارجية
- عاطف أسلم على موقع IMDb (الإنجليزية)
- عاطف أسلم على موقع ميوزك برينز (الإنجليزية)
- عاطف أسلم على موقع أول ميوزيك (الإنجليزية)
- عاطف أسلم على موقع ديسكوغز (الإنجليزية)
- عاطف أسلم على موقع قاعدة بيانات الفيلم (الإنجليزية)
- الموقع الرسمي